# Laško pivo

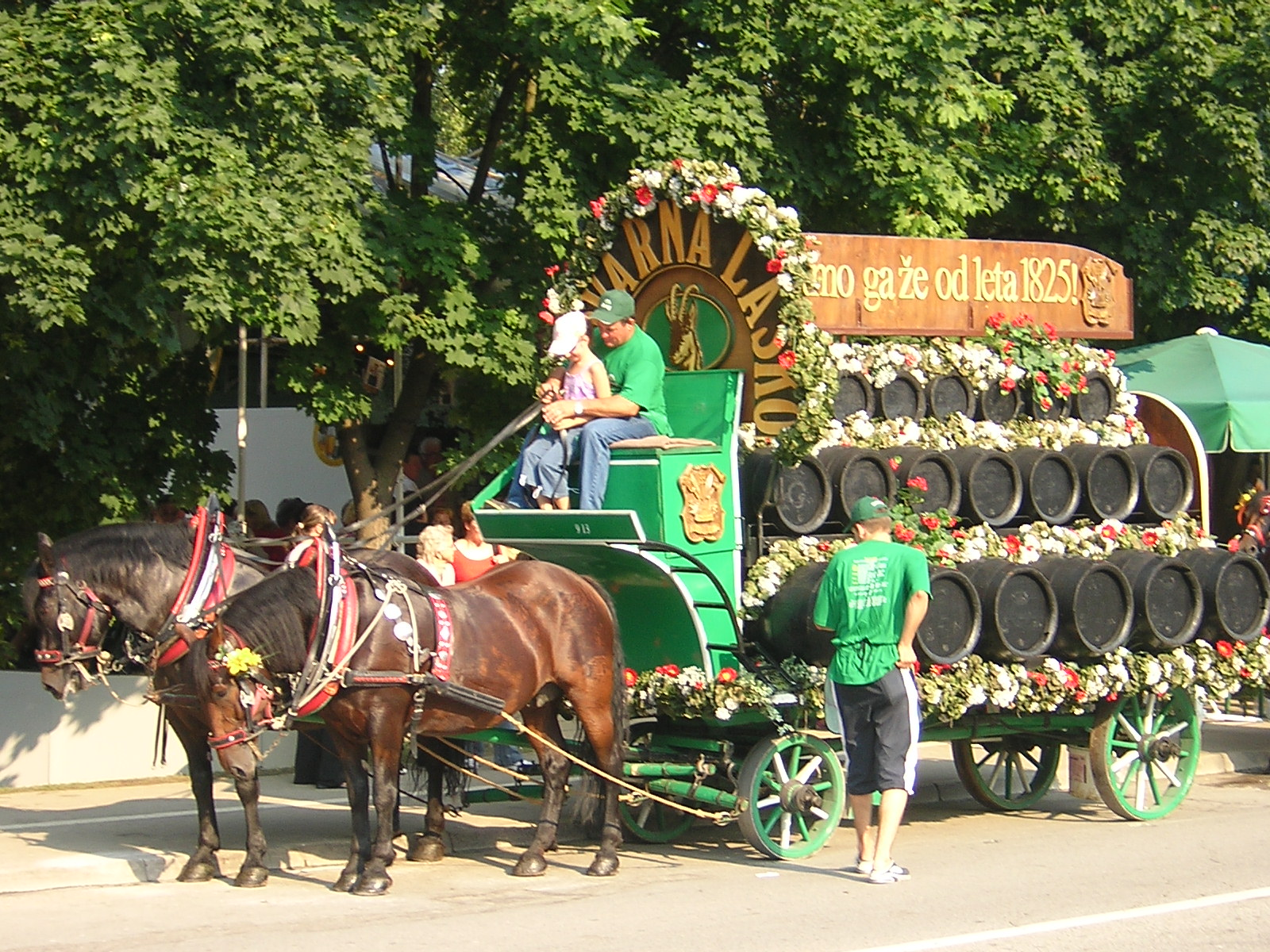
Ölfestival i Laško.

Laško pivo är ett populärt ölmärke från Slovenien som bryggs av bryggeriet Pivovarna Laško i Laško. Bryggeriet grundades 1825.